# 冯定
冯定（1902年9月25日—1983年10月15日），男，浙江慈溪人，中国马克思主义哲学家、教育家，北京大学马克思主义哲学学科的开创者。

## 生平
1902年9月25日，生于浙江慈溪一个手工业工人家庭。年幼时在布政房前宅串堂旁的一间房子中度过。
1921年于省立师范学校毕业后，曾任会计于一家交易所，一年后离职。1925年，考入上海商务印书馆，任编辑和函授部教员。1926年，加入中国共产党。1927年，赴莫斯科中山大学学习。1930年，回国并致力于地下工作，以“贝叶”等笔名在上海宣传马克思主义哲学，著有著名的《青年应当怎样修养》，引起巨大反响。1938年，任皖南新四军政治部宣传教育科科长。1940年，任抗日军政大学第五分校副校长，当时陈毅兼任校长。1947年，任中共中央华东局宣传部副部长，解放后继任该职。1952年6月，由上海调往北京，出任中共中央马列主义学院一分院副院长。1957年，毛泽东提名冯定调往北京大学任哲学系教授，后兼任北京大学党委副书记。文革前冯定是北京大学唯一的马克思主义哲学教授。文革中，冯定被打成反革命修正主义分子，受到严重迫害。文革后，出任北京大学副校长和哲学系主任。
1983年10月15日在北京逝世。10月27日，追悼会在八宝山革命公墓礼堂举行。追悼会由北京大学校长张龙翔主持，中共中央宣传部部长邓力群致悼词。遵照其遗愿，部分骨灰撒于北京大学校园。

## 任职
冯定历任全国政协第二、三、四届委员，第五届常委，中国科学院社会科学学部委员，《哲学研究》编委，全国伦理学会名誉会长，全国马克思主义哲学史研究会和全国辩证唯物主义研究会顾问，北京市哲学学会会长等职务。

## 著作
冯定著作繁富，代表性的有：
20世纪30年代，《青年应当怎样修养》
1948年，《平凡的真理》，为冯定此前在大连养病期间写下的多篇哲学普及短文结集而成。
1955年，重写《平凡的真理》，突出了马克思主义哲学的认识论、实践论。发行约50万册。
1956年，《共产主义人生观》，第一版发行57万册。
文革后，出版《人生漫谈》，重印了《平凡的真理》，写了多篇总结学术经验教训的文章。 

## 家庭
- 妻子：袁方
- 长子：冯贝叶（1946年5月27日－），毕业于北京大学，曾任中国科学院应用数学研究所研究员。
- 次子：冯宋彻（1947年12月－），1981年毕业于青海师范学院物理系，曾任中国传媒大学政治与法律学院教授。
- 三子：冯方回（1949年－），曾任中国人口与发展研究中心信息总监。